# Санчес, Санди
Санди Санчес Мустельер (исп. Sandy Sánchez Mustelier; 24 мая 1994, Манати, Лас-Тунас, Куба) — кубинский футболист, вратарь. Выступал за сборную Кубы.

## Карьера

### Клубная карьера
Санчес начал футбольную карьеру в клубе «Лас-Тунас» в 2012 году.
Весной 2018 года перешёл в клуб «Гранма».
С началом 2019 года вернулся в «Лас-Тунас».
20 марта 2019 года Санчес подписал профессиональный контракт с клубом чемпионата Доминиканской Республики «Харабакоа».
В 2021 году выступал за клубы нижних лиг Бразилии — «Навегантес» (Санта-Катарина, «Форса и Лус» (Риу-Гранди-ду-Норти) и «Порту-Велью» (Рондония), его одноклубниками были друзья по сборной Сандро Кутиньо и Сандер «Кеко» Фернандес. Он завоевал титул чемпиона Рондонии хотя практически не выходил на поле в отличие от товарищей.
3 февраля 2022 года Санчес вернулся в Доминиканскую Республику, подписав контракт с клубом «Атлетико Пантоха».

### Международная карьера
В составе юношеской сборной Кубы до 17 лет участвовал в юношеском чемпионате КОНКАКАФ 2011.
В составе молодёжной сборной Кубы до 20 лет участвовал в молодёжных чемпионатах КОНКАКАФ и мира 2013.
В составе молодёжной сборной Кубы до 21 года участвовал в футбольном турнире Игр Центральной Америки и Карибского бассейна 2014.
В октябре 2015 года составе олимпийской сборной Кубы участвовал в отборочном турнире Олимпийских игр 2016.
За первую сборную Кубы Санчес дебютировал 10 июня 2015 года в отборочном матче чемпионата мира 2018 против сборной Кюрасао. Участвовал в Золотом кубке КОНКАКАФ 2015. 27 февраля 2019 года в товарищеском матче со сборной Бермудских Островов Санчес забил гол, реализовав пенальти на 93-й минуте.
Был включён в состав сборной Кубы на Золотой кубок КОНКАКАФ 2023. После матча группового этапа турнира против сборной Канады Санчес сбежал в США.